# ستيف أدلارد
ستيف أدلارد (بالإنجليزية: Steve Adlard)‏ هو لاعب كريكت ولاعب كرة قدم ومدرب كرة قدم بريطاني في مركز حراسة المرمى، ولد في 23 أكتوبر 1950 في لينكن في المملكة المتحدة، وتوفي في 18 سبتمبر 2018. لعب مع نادي لينكولن سيتي ونوتينغهام فورست.

## السيرة
لعب أدلارد كرة قدم احترافية لعدة مواسم في إنجلترا كحارس مرمى. كان عضوًا في فريقي نوتنغهام فورست (الدرجة الأولى) ولينكولن سيتي (الدرجة الرابعة)، لكنه لم يلعب أبدًا على مستوى الفريق الأول. بصفته لاعب كريكيت، لعب مباراة واحدة مع لينكولنشاير ضد ديربيشاير في كأس جيليت عام 1976 ولعب في بطولة المقاطعات الصغرى من عام 1975 إلى عام 1980.
من عام 1982 إلى عام 1986 كان أدلارد مساعدًا للمدرب لفريق كرة القدم بجامعة إيفانسفيل. من عام 1986 إلى عام 1988 كان المدير الفني لفريق ديفيس وإلكينز ثم انتقل ليصبح مديرًا لكرة القدم في UNC-آشفيل من عام 1988 إلى عام 1991. وخلال نفس الفترة، 1988-1991، كان المدير الفني لفريق القسم الكلاسيكي لعام 1972. من USYSA، آشفيل هايلاندرز. من 1991 إلى نوفمبر 2005 كان المدير الفني لجامعة ماركيت.